# Eutemnodus
Eutemnodus és un gènere de marsupials sud-americans extints que visqueren entre el Miocè superior i el Pliocè inferior. Se n'han trobat restes fòssils a l'Argentina. Segons alguns autors, algunes espècies d'Eutemnodus, o fins i tot el gènere sencer, són un sinònim del gènere Hyaenodon.